# Linh dương sừng xoắn châu Phi
Linh dương sừng xoắn châu Phi (danh pháp hai phần: Addax nasomaculatus), còn được gọi là linh dương trắng (white antelope) là một loài linh dương thuộc chi Addax, sinh sống tại hoang mạc Sahara và một số vùng lân cận. Loài này được Henri de Blainville mô tả năm 1816. Theo đề xuất tên thay thế, linh dương lông nhạt có sừng dài, xoắn - điển hình dài 55 đến 80 cm (22 đến 31 in) ở con cái và 70 đến 85 cm (28 đến 33 in) ở con đực. Linh dương đực khi đứng bờ vai cao từ 105 đến 115 cm (41 đến 45 in), còn linh dương cái cao khoảng từ 95 đến 110 cm (37 đến 43 in). Đây là loài lưỡng hình giới tính, linh dương cái nhỏ hơn linh dương đực. Màu sắc bộ lông phụ thuộc theo mùa - vào mùa đông, bộ lông nâu xám còn chân và phần cơ thể sau có màu trắng, và lông nâu, dài mọc trên đầu, cổ, vai; vào mùa hè, bộ lông trở lại gần như hoàn toàn màu trắng hoặc màu cát vàng.
Linh dương sừng xoắn châu Phi chủ yếu ăn cỏ, lá của bất kỳ loại cây bụi nào sẵn có, thực vật họ đậu hay bụi rậm. Là loài động vật thích nghi tốt để tồn tại trong môi trường sa mạc, linh dương có thể sống mà không cần nước trong thời gian dài. Chúng sống theo đàn từ 5 đến 20 cá thể, gồm cả đực lẫn cái. Chúng được dẫn dắt bởi con cái lớn tuổi nhất. Do chuyển động chậm chạp, chúng là mục tiêu dễ dàng của động vật săn mồi như: sư tử, con người, chó săn châu Phi, báo đốm và báo hoa. Mùa sinh sản đỉnh điểm trong suốt mùa đông và đầu mùa xuân. Môi trường sống tự nhiên là những vùng đất khô cằn, bán hoang mạc và sa mạc cát và đá.
Linh dương sừng xoắn châu Phi là loài linh dương cực kỳ nguy cấp, theo phân loại do IUCN. Mặc dù cực kỳ hiếm trong môi trường tự nhiên do săn bắn không kiểm soát, chúng khá phổ biến trong điều kiện nuôi nhốt. Linh dương sừng xoắn châu Phi xuất hiện nhiều ở Bắc Phi, là loài bản địa tại Chad, Mauritania và Niger. Loài cũng đã tuyệt chủng ở Algeria, Ai Cập, Libya, Sudan và Tây Sahara nhưng đồng thời được tái nhập ở Morocco và Tunisia.

## Danh mục phân loại và đặt tên
Danh pháp hai phần của Linh dương sừng xoắn châu Phi là Addax nasomaculatus. Loài này lần đầu tiên được nhà động vật học và giải phẫu học người Pháp Henri Blainville mô tả năm 1816. Linh dương sừng xoắn châu Phi được xếp vào chi đơn loài Addax và họ Bovidae. Henri Blainville quan sát kiểu tương đồng trong công trình con báo đen của Bullock và bảo tàng phẫu thuật cao đẳng hoàng gia. Nhà tự nhiên học người Anh Richard Lydekker phát biểu kiểu loại địa phương của loài hầu như chắc chắn ở Senegambia, mặc dù ông không làm bất cứ gì để xác minh. Cuối cùng, từ một cuộc thảo luận năm 1898, quan điểm này đã trở nên xác thực hơn, khi những thợ săn hay những nhà sưu tập người Anh bắt được Linh dương sừng xoắn châu Phi từ nhiều nơi trên hoang mạc Sahara, tại Tunisia.
Danh pháp Addax được cho bắt nguồn bởi một từ ngữ trong tiếng Ả Rập nghĩa là một con vật hoang dã có sừng cong queo. Nó cũng được cho có nguồn gốc từ một từ ngữ Latin. Danh pháp được sử dụng lần đầu năm 1693. Danh pháp loài nasomaculatus bắt nguồn trong tiếng Latin, chiết tự nasus (hoặc tiền tố naso) nghĩa là mũi, và macula, vết đốm hoặc khoang, và hậu tố –atus đề cập đến những đốm và dấu vết trên mặt linh dương. Bedouin sử dụng danh pháp khác cho Linh dương sừng xoắn châu Phi, theo tiếng Ả Rập bakr (hoặc bagr) al wahsh, dịch theo từng chữ có nghĩa con bò hoang dã. Danh pháp cũng có thể được sử dụng để tham khảo cho những loài động vật móng guốc khác. Tên gọi thông dụng khác của Linh dương sừng xoắn châu Phi là "linh dương trắng" (white antelope) và "linh dương sừng xoay" (screwhorn antelope).

## Di truyền học
Linh dương sừng xoắn châu Phi có 29 cặp nhiễm sắc thể. Tất cả nhiễm sắc thể đều là nhiễm sắc dạng que ngoại trừ cặp thể thường nhiễm sắc đầu tiên, đó là nhiễm sắc thể hạ khuynh tâm. Nhiễm sắc thể X lớn nhất trong số các nhiễm sắc thể dạng que, còn nhiễm sắc thể Y có kích thước trung bình. Cặp nhiễm sắc thể hạ khuynh tâm có que ngắn và dài tương ứng theo thứ tự với nhiễm sắc thể thứ 27 ở bò nhà và thứ 1 ở dê nhà. Trong một nghiên cứu, mô hình dải nhiễm sắc trong Linh dương sừng xoắn châu Phi tìm được tương tự như trong bốn loài khác thuộc phân họ Hippotraginae.

## Ghi chép lịch sử và hóa thạch
Trong thời cổ đại, linh dương sừng xoắn châu Phi cư trú từ Bắc Phi vượt qua bán đảo Ả Rập và Levant. Tranh vẽ trong một ngôi mộ có niên đại từ năm 2500 trước Công nguyên cho thấy tối thiểu linh dương sừng xoắn châu Phi được người Ai Cập cổ đại thuần hóa một phần. Những bức tranh vẽ hình linh dương sừng xoắn châu Phi và một số loài linh dương khác được cột bằng dây thừng với cọc. Số lượng linh dương sừng xoắn châu Phi được một quý tộc chiếm giữ, xem như biểu thị cho địa vị cao về kinh tế lẫn xã hội của ông ta trong xã hội cổ đại. Nhưng ngày nay, săn bắn quá mức đã dẫn đến sự tuyệt chủng của loài này ở Ai Cập kể từ những năm 1960.
Hóa thạch linh dương sừng xoắn châu Phi tìm được tại bốn địa điểm ở Ai Cập - hóa thạch 7000 TCN từ Biển Cát Lớn, hóa thạch 5000–6000 TCN từ Djara, hóa thạch 4000–7000 TCN từ Abu Ballas Stufenmland và hóa thạch 5000 TCN từ Gilf Kebir. Bên cạnh đó, nhiều hóa thạch cũng được khai quật từ Mittleres Wadi Howar (hóa thạch 6300 TCN), cùng những hóa thạch canh tân từ Grotte Neandertaliens, Jebel Irhoud và Parc d'Hydra.

## Mô tả vật lý
Linh dương sừng xoắn châu Phi là loài linh dương có sừng cong xoắn. Con đực khi đứng bờ vai cao từ 105 đến 115 cm (41 đến 45 in), với con cái khoảng 95 đến 110 cm (37 đến 43 in). Đây là loài lưỡng hình giới tính, linh dương cái nhỏ hơn linh dương đực. Chiều đài từ đầu đến hết thân cả đực và cái đạt khoảng 120 đến 130 cm (47 đến 51 in), đuôi dài 25 đến 35 cm (9,8 đến 13,8 in). Cân nặng con đực khoảng từ 100 đến 125 kg (220 đến 276 lb), con cái khoảng từ 60 đến 90 kg (130 đến 200 lb).
Màu lông của linh dương sừng xoắn châu Phi thay đổi theo mùa. Vào mùa đông, bộ lông có màu nâu xám còn ống chân và phần thân sau có màu trắng, lông dài màu nâu mọc trên đầu, cổ và vai. Vào mùa hè, bộ lông trở lại gần như hoàn toàn màu trắng hoặc màu cát vàng. Đầu được đánh dấu bằng các mảng màu nâu hoặc đen có hình chữ 'X' trên mũi. Linh dương có râu thô và lỗ mũi đỏ nổi bật. Lông đen dài nhô ra giữa cặp sừng cong và xoắn ốc, kết thúc tại mảng lông bờm ngắn trên cổ.
Sừng xuất hiện ở cả linh dương đực lẫn cái, có 2 đến 3 vòng xoắn, thường dài 55 đến 80 cm (22 đến 31 in) ở con cái và 70 đến 85 cm (28 đến 33 in) ở con đực, mặc dù chiều dài tối đa được ghi nhận là 109,2 cm (43,0 in). Khúc sừng dưới và giữa được đánh dấu bằng một chuỗi 30 đến 35 lằn gợn hình vòng. Đuôi ngắn, mảnh mai, kết thúc với một búi lông đen. Móng guốc rộng với lòng bàn chân phẳng và móng huyền khỏe giúp linh dương bước đi trên cát mềm. Tất cả bốn chân đều có tuyến mùi hơi. Linh dương sừng xoắn châu Phi có tuổi thọ trung bình trên 19 năm trong hoang dã, có thể được kéo dài đến 25 năm dưới điều kiện nuôi nhốt.
Linh dương sừng xoắn châu Phi có sự tương đồng mật thiết với linh dương sừng kiếm (scimitar oryx), nhưng được phân biệt bằng hình dạng sừng và dấu vết trên mặt. Trong khi linh dương sừng xoắn châu Phi có sừng cong xoắn, còn linh dương sừng kiếm lại có cặp sừng thẳng, dài 127 cm (50 in). Linh dương sừng xoắn châu Phi có 1 chùm lông nâu mở rộng từ bệ đáy cặp sừng đến giữa đôi mắt. Một mảng trắng, nối tiếp từ chùm lông nâu, kéo dài đến giữa má. Mặt khác, linh dương sừng kiếm có vầng trán trắng với chỉ một vệt màu nâu nổi bật kèm mỗi vằn sọc nâu phía hai bên kéo ngang qua mắt. Loài này khác với những loài linh dương khác ở hàm răng lớn và vuông như bò nhà, thiếu vắng những tuyến giải phẫu điển hình trên mặt.

## Ký sinh
Linh dương sừng xoắn châu Phi dễ nhiễm ký sinh trùng nhất trong điều kiện khí hậu ẩm. Chúng luôn bị nhiễm ký sinh giun tròn thuộc họ Trichostrongyloidea và Strongyloidea. Tại 1 trang trại ngoại lai ở Texas, một con linh dương bị nhiễm loài giun Haemonchus contortus và Longistrongylus curvispiculum trong dạ dày múi khế, trong đó có loài cũ đã chiếm ưu thế hơn.

## Hành vi và sinh thái
Là loài chủ yếu hoạt động về đêm, đặc biệt vào mùa hè. Trong ngày, linh dương đào sâu vào cát tại vị trí râm mát và nghỉ ngơi trên hố lõm đào được, hành động này bảo vệ linh dương tránh khỏi bão cát. Linh dương sừng xoắn châu Phi sống theo đàn có cả đực lẫn cái, và có từ 5 đến 20 cá thể. Chúng sẽ thường lưu lại một địa điểm và chỉ đi lang thang khắp nơi để tìm thức ăn. Linh dương sừng xoắn châu Phi có một cấu trúc xã hội bền chặt, dựa vào tuổi tác, đàn được dẫn dắt bởi con cái lớn tuổi nhất. Bầy đàn nhiều khả năng tìm được dọc theo rìa phía bắc của hệ thống mưa nhiệt đới suốt mùa hè và di chuyển lên phía bắc khi mùa đông đến. Chúng có thể theo dõi lượng mưa và sẽ hướng về những khu vực này, là nơi mà thảm thực vật phong phú hơn. Con đực chiếm lãnh thổ và bảo vệ con cái, trong khi con cái thiết lập nhóm thống trị riêng của chúng.
Do chuyển động chậm, linh dương sừng xoắn châu Phi là mục tiêu dễ dàng cho động vật ăn thịt như sư tử, chó hoang châu Phi, báo gêpa và báo hoa. Linh miêu tai đen, linh cẩu và linh miêu đồng cỏ tấn công con non. Linh dương sừng xoắn châu Phi thường không hung hăng, mặc dù tính khí có thể thay đổi nếu bị kích động.

### Sự thích nghi

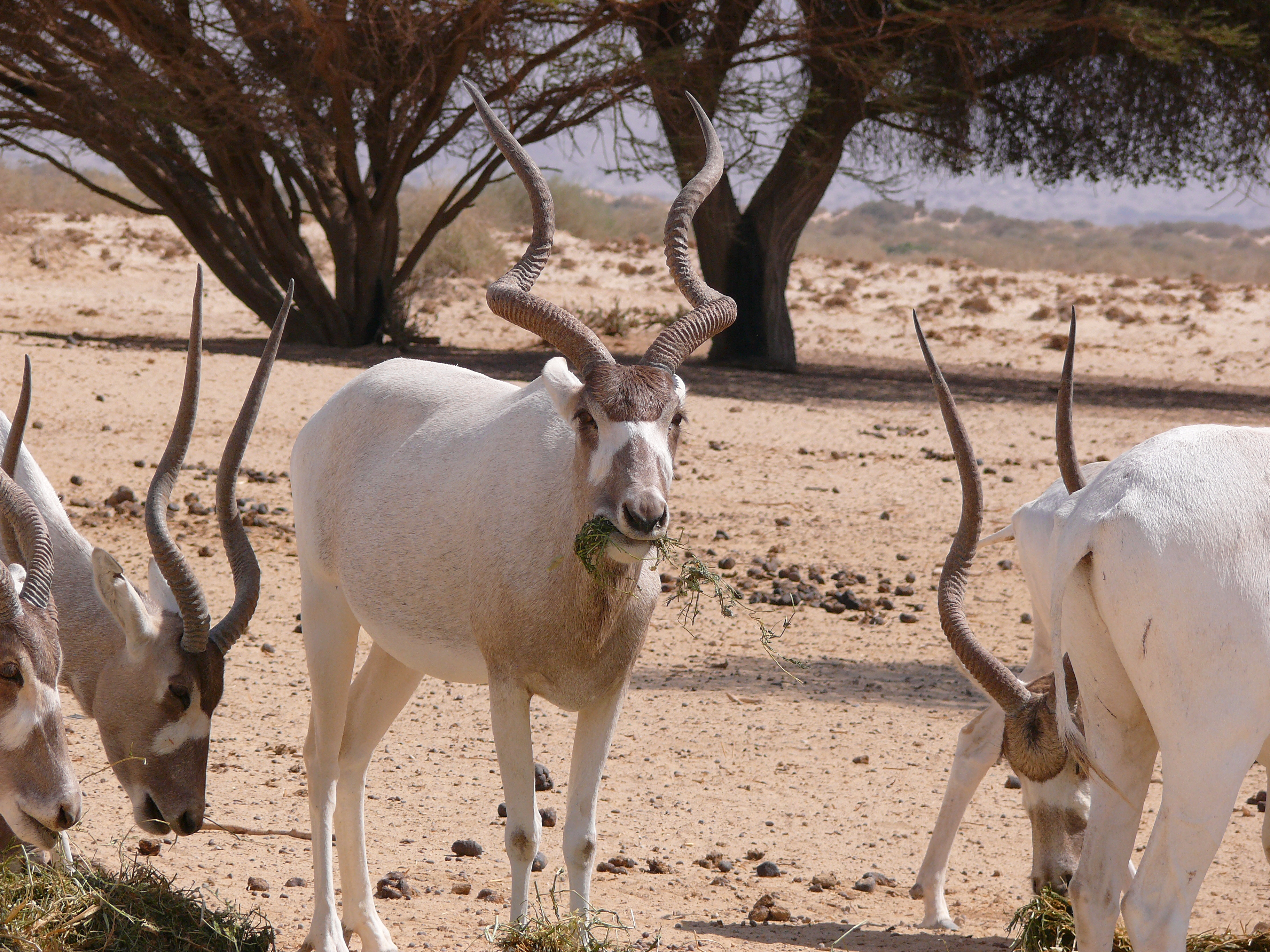
Linh dương sừng xoắn châu Phi gặm cỏ trong điều kiện khô

Linh dương sừng xoắn châu Phi có đủ khả năng thích hợp để sống tại sa mạc sâu thẳm dưới điều kiện khắc nghiệt. Linh dương sống sót mà không cần nước sạch gần như vô hạn, do bởi chúng hút được độ ẩm từ thức ăn và sương cô đọng trên thực vật. Các nhà khoa học tin rằng Linh dương sừng xoắn châu Phi có một lớp lót đặc biệt trong dạ dày, tích trữ nước trong túi để sử dụng trong thời gian mất nước. Chúng cũng đào thải nước tiểu loại bỏ tạp chất cao độ nhằm tiết kiệm nước. Màu sắc nhợt nhạt của lông phản xạ nhiệt bức xạ, độ dài và độ dày của lông giúp điều hòa thân nhiệt. Trong ngày, Linh dương sừng xoắn châu Phi tụ tập với nhau tại khu vực bóng râm, đến đêm mát nghỉ ngơi trên những hố cát lõm. Những hoạt động này giúp tản nhiệt cơ thể và tiết kiệm nước bằng cách làm mát cơ thể thông qua sự bốc hơi.
Trong một nghiên cứu, tám con Linh dương sừng xoắn châu Phi với một khẩu phần cỏ khô (Chloris gayana) được nghiên cứu để xác định thời gian lưu giữ thức ăn qua đường tiêu hóa. Phát hiện rằng thời gian lưu giữ thức ăn khá dài, thích ứng với chế độ ăn bao gồm một tỷ lệ cao cỏ lên men chậm; trong khi thời gian lưu giữ chất lỏng dài có thể được giải thích là do cơ chế tiết kiệm nước với lượng hấp thu nước thấp và một dạ cỏ rộng rãi.

### Khẩu phần

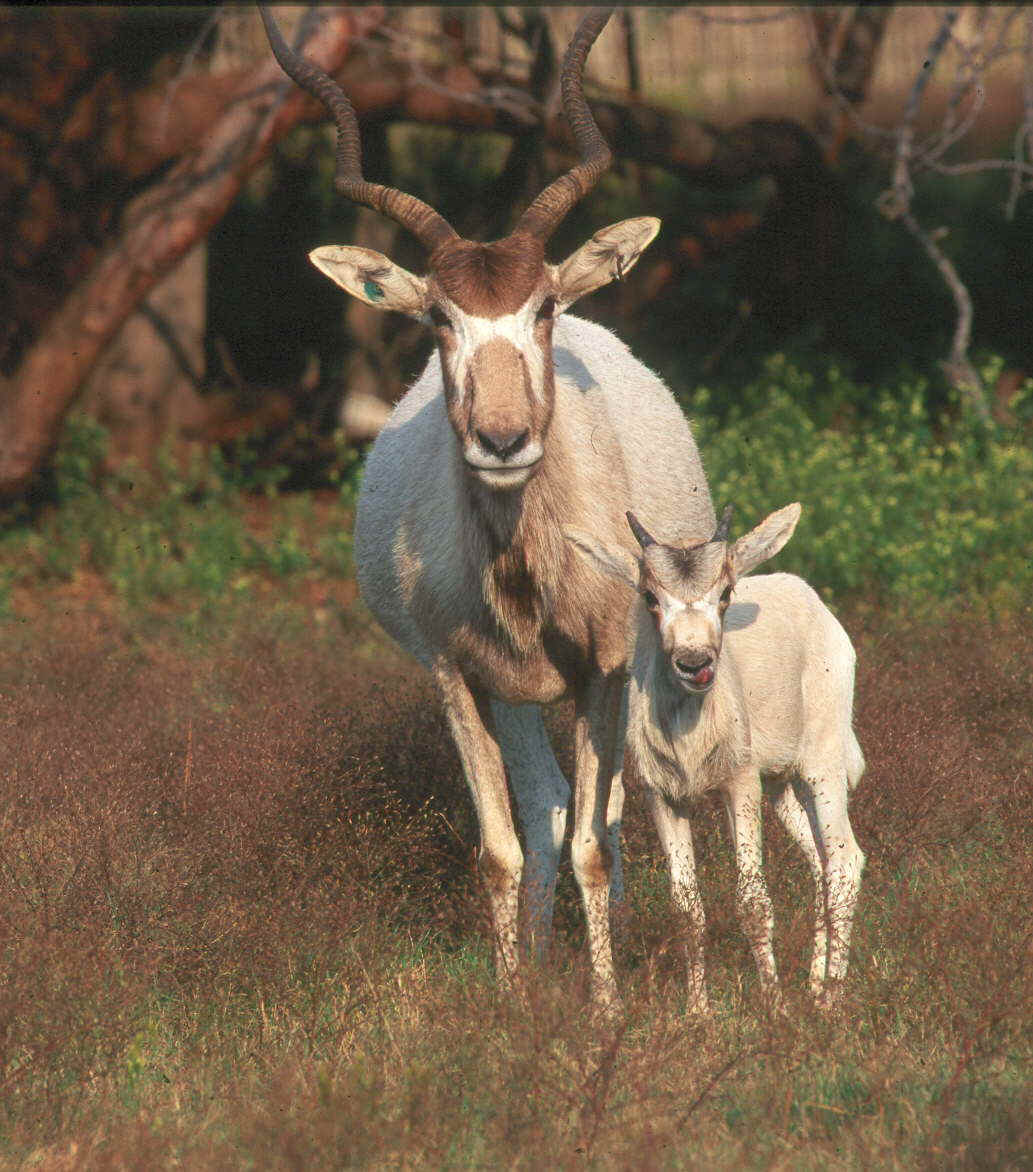
Con non và linh dương mẹ

Linh dương sừng xoắn châu Phi sống trên địa hình sa mạc, nơi chúng ăn cỏ và lá của những loại cây bụi, quả đậu thảo mộc và bụi rậm có sẵn. Thức ăn chủ yếu của loài là cỏ thuộc những chi Aristida, Artemisia, Citrullus và Acacia; thực vật lâu năm thay lá xanh và nảy mầm khi gặp độ ẩm nhẹ hoặc khi có mưa. Linh dương sừng xoắn châu Phi chỉ ăn những bộ phận cây xanh cố định và có xu hướng gặm cỏ Aristida gọn gàng đến khi thảm cỏ có cùng một chiều cao. Ngược lại, khi gặm cỏ Panicum, lá ngoài khô được chừa lại đơn lẻ trong khi linh dương ăn lá mềm, chồi non và hạt bên trong. Những loại hạt là thành phần quan trọng trong chế độ ăn uống của Linh dương sừng xoắn châu Phi, là nguồn cung protein chính.

### Sinh sản
Linh dương cái động dục khi đạt 2 đến 3 năm tuổi, còn linh dương đực khi khoảng 2 tuổi. Mùa giao phối diễn ra suốt năm, nhưng cao điểm suốt mùa đông và đầu mùa xuân. Ở phía bắc Sahara, giao phối cao điểm vào cuối mùa đông và bắt đầu mùa xuân; ở phía nam Sahara, giao phối cao điểm từ tháng 9 đến tháng 10 và từ tháng 1 đến giữa tháng 4. Mỗi cơn động dục kéo dài trong một hoặc hai ngày.
Trong một nghiên cứu, huyết thanh máu của linh dương cái được phân tích thông qua xét nghiệm miễn dịch nhằm tìm hiểu về pha hoàng thể. Chu kỳ động dục kéo dài khoảng 33 ngày. Trong thời gian mang thai, siêu âm cho thấy cặp sừng trong tử cung đã xoắn cuộn. Đường kính tối đa của nang buồng trứng và hoàng thể khoảng 15 mm (0,59 in) và 27 mm (1,1 in). Mỗi con cái trải qua một thời kỳ không rụng trứng kéo dài từ 39 đến 131 ngày, trong suốt thời gian đó không rụng trứng. Ngưng đọng trứng hiếm diễn ra vào mùa đông, điều này cho thấy ảnh hưởng của mùa trong năm đến chu kỳ sinh sản của động vật cái.
Thai kỳ kéo dài khoảng từ 257 đến 270 ngày (khoảng 9 tháng). Linh dương cái có thể nằm hoặc đứng khi sinh sản, sau đó một con non được sinh ra. Một lần động dục hậu sản xảy ra sau hai hoặc ba ngày. Con non nặng khoảng 5 kg (11 lb) khi sinh và cai sữa khi được từ 23 đến 29 tuần tuổi.

## Môi trường sống và phân bố
Linh dương sừng xoắn châu Phi sống ở vùng miền khô hạn, bán hoang mạc và hoang mạc cát hoặc đá. Chúng thậm chí còn cư trú ở khu vực cực kỳ khô hạn, với lượng mưa hàng năm ít hơn 100 mm. Loài này cũng sống ở sa mạc mọc cỏ búi dày (loài cỏ Stipagrostis) và cây bụi gai mọng nước (Cornulaca). Trước đây, Linh dương sừng xoắn châu Phi phân bố rộng tại khu vực Sahelo trên hoang mạc Sahara châu Phi, phía tây Thung lũng sông Nile và tất cả những quốc gia chia sẻ phạm vi sa mạc Sahara; nhưng ngày nay chỉ còn quần thể tự sinh tồn hiện diện trong khu bảo tồn khối núi Termit (Niger). Tuy nhiên, có những báo cáo nhìn thấy linh dương từ phía đông dãy núi Aïr (Niger) và Equey (Chad). Đàn du cư hiếm có thể tìm được ở phía bắc Niger, miền nam Algeria và Libya; Linh dương sừng xoắn châu Phi được đồn đại có mặt dọc theo biên giới Mali/Mauritania, mặc dù không có chứng cứ xác nhận. Linh dương sừng xoắn châu Phi từng phong phú tại Bắc Phi, là loài bản địa tại Tchad, Mauritanie và Niger. Loài linh dương này đã tuyệt chủng ở Algérie, Ai Cập, Libya, Sudan và tây Sahara. Loài này đã được tái nhập tại Maroc và Tunisia.

## Sự đe dọa và bảo tồn

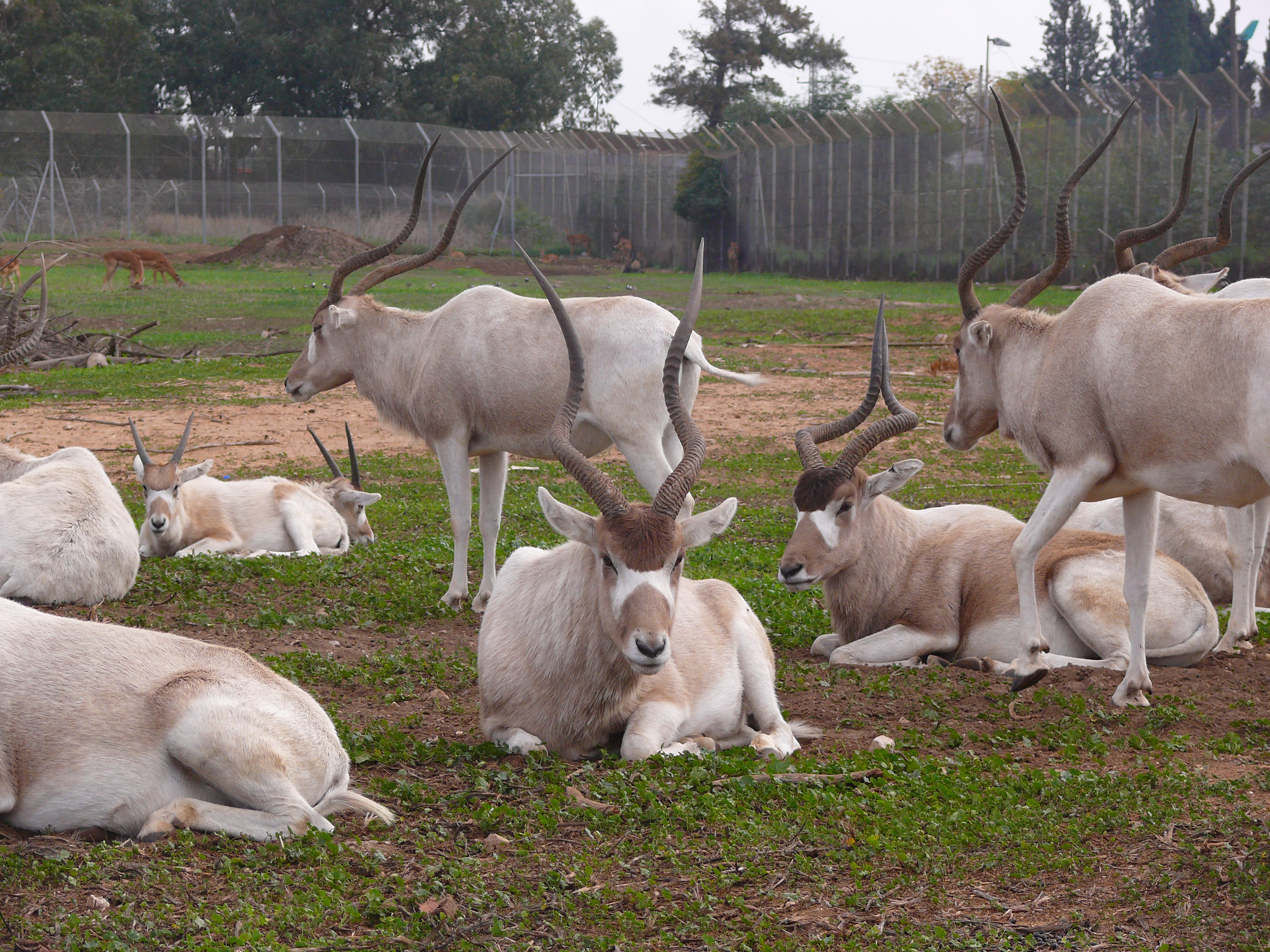
Bảo tồn tại vườn thú hoang dã Ramat-Gan, Israel

Số lượng Linh dương sừng xoắn châu Phi bắt đầu sụt giảm từ giữa những năm 1800. Gần đây hơn, tìm được Linh dương sừng xoắn châu Phi từ Algérie đến Sudan, nhưng chủ yếu bị săn bắn quá mức, chúng trở nên hạn chế và quý hiếm nhiều hơn.
Linh dương sừng xoắn châu Phi dễ bị săn bắn do chúng di chuyển chậm chạp. Vấn nạn động vật bị cán chết trên đường, súng cầm tay khiến cho săn bắt dễ dàng và khu du mục gần hố nước (nơi kiếm ăn mùa khô của loài) cũng đã khiến số lượng loài sụt giảm. Hơn nữa, thịt và da Linh dương sừng xoắn châu Phi có giá cao. Những mối đe dọa khác bao gồm nạn hạn hán thường xuyên ở hoang mạc, mất môi trường sống do con người lấy đất định cư và canh tác nông nghiệp. Ít hơn 500 cá thể được cho còn tồn tại trong tự nhiên ngày nay, hầu hết linh dương tìm được ở giữa ba khu vực là khối núi Termit thuộc Niger, vùng Bodélé thuộc phía tây Tchad, và Aoukar tại Mauritanie.
Ngày nay có hơn 600 cá thể Linh dương sừng xoắn châu Phi ở châu Âu, khu bảo tồn thiên nhiên Yotvata Hai-Bar (Israel), Sabratha (Libya), vườn thú Giza (Ai Cập), Bắc Mỹ, Nhật Bản và Australia dưới chương trình nhân giống nuôi nhốt. Có hơn 1.000 cá thể trong các khu chăn nuôi tư nhân và trại nuôi ở Hoa Kỳ, Trung Đông. Linh dương sừng xoắn châu Phi được pháp luật bảo vệ ở Morocco, Tunisia và Algeria; săn bắn tất cả các loài linh dương bị cấm ở Libya và Ai Cập. Mặc dù khu bảo tồn to lớn, chẳng hạn như dãy núi Hoggar và Tasilli tại Algérie, Ténéré ở Niger, khu bảo tồn hệ động vật Ouadi Rimé-Ouadi Achim tại Tchad và công viên quốc gia Wadi Howar mới thành lập ở Sudan, bao phủ những khu vực trước đây Linh dương sừng xoắn châu Phi từng sống, nhưng một vài nơi không giữ Linh dương sừng xoắn châu Phi nữa do nguồn lực ngày càng ít. Linh dương sừng xoắn châu Phi được tái nhập tại những công viên quốc gia như Bou Hedma (Tunisia) và Souss-Massa (Morocco). Tái nhập loài vào tự nhiên diễn ra tại công viên quốc gia Jebil (Tunisia), Grand Erg Oriental (Sahara) và một vài nơi khác được quy hoạch ở Morocco.